# 德國國防軍陸軍西蘭步兵師
西蘭步兵師（德語：Infanterie-Division Seeland），又名第328“西蘭”步兵師（德語：328. Infanterie-Division Seeland），是納粹德國國防軍陸軍的一個步兵師。該師於1945年3月組建。
該師的成員由丹麥各地區的傷兵組成，師長為恩斯特·里希特（德語：Ernst Richter）中將。
該師最後於1945年5月解散。

## 註腳
1. ↑  Mitcham（2007年）